# Dimorphandra wilsonii
Dimorphandra wilsonii là một loài rau đậu thuộc họ Fabaceae.
Loài này chỉ có ở Brasil.
Môi trường sống tự nhiên của chúng là xavan ẩm.
Chúng hiện đang bị đe dọa vì mất môi trường sống.